# Eleições municipais em Vitória em 1988
As eleições municipais em Vitória em 1988 aconteceram em 15 de novembro, como parte das eleições municipais em 24 estados brasileiros e nos  territórios federais do Amapá e Roraima. Neste caso foram eleitos o prefeito Vitor Buaiz, o vice-prefeito Rogério Sarlo de Medeiros e 21 vereadores.
Nascido em Vitória, o médico Vitor Buaiz graduou-se na Universidade Federal do Espírito Santo em 1967 e no ano seguinte fez pós-graduação em Clínica Médica junto à Universidade Federal do Rio de Janeiro. Exerceu suas atividades profissionais como plantonista, além de trabalhar junto da Secretaria de Saúde do Espírito Santo, ao Porto de Vitória e ao Instituto Nacional de Assistência Médica da Previdência Social (INAMPS). Professor da Universidade Federal do Espírito Santo e funcionário do respectivo Hospital das Clínicas a partir de 1971, assumiu a secretaria-geral da Associação Médica do Espírito Santo nesse ano, além de ser presidente do Sindicato dos Médicos. Presidente da Sociedade de Gastroenterologia e Nutrição do Espírito Santo por dois anos a contar de 1979, assumiu a vice-presidência da Federação Nacional dos Médicos em 1982. Filiado ao PT, perdeu a eleição para a Câmara dos Deputados em 1982 e à prefeitura da capital capixaba em 1985, todavia elegeu-se deputado federal em 1986 e prefeito de Vitória em 1988.
Jornalista, Rogério Sarlo de Medeiros presidiu o sindicato de sua categoria antes de filiar-se ao PT, no qual perdeu a eleição para senador pelo Espírito Santo em 1982 e 1986, elegendo-se vice-prefeito de Vitória em 1988.

## Resultado da eleição para prefeito
Foram apurados 112.999 votos nominais (86,72%), 9.994 votos em branco (7,67%) e 7.307 votos nulos (5,61%), resultando no comparecimento de 130.300 eleitores.
| Candidatos a prefeito de Vitória | Candidatos a vice-prefeito         | Número | Coligação                                                 | Votação | Percentual |
| -------------------------------- | ---------------------------------- | ------ | --------------------------------------------------------- | ------- | ---------- |
| Vitor Buaiz PT                   | Rogério Sarlo de Medeiros PT       | 13     | Frente Popular de Vitória (PT, PCB, PCdoB, PSB, PSDB, PV) | 50.299  | 44,51%     |
| Nilton Baiano PFL                | Laerce Machado PFL                 | 25     | Coligação Democrática (PFL, PSC, PMN)                     | 38.493  | 34,06%     |
| Ferdinand Berredo de Menezes PDT | José Ussiélio da Costa Neiva PDT   | 12     | Coligação Força do Povo (PDT, PDS, PL)                    | 13.162  | 11,65%     |
| José Luiz Kfuri Simão PMDB       | Wander José Bassini PMDB           | 15     | Coligação Força Renovadora Popular (PMDB, PTB, PASART)    | 9.759   | 8,64%      |
| Mário Alves PSD                  | Ariler Palmeira PSD                | 41     | PSD (sem coligação)                                       | 741     | 0,66%      |
| João Chrisóstomo Casagrande PDC  | Rosicler Maria Nunes do Amaral PDC | 17     | PDC (sem coligação)                                       | 545     | 0,48%      |
| Referências:                     |                                    |        |                                                           |         |            |